# Cellulosenitraat
Cellulosenitraat, schietkatoen of nitrocellulose is de verzamelnaam voor stoffen die bestaan uit cellulose met nitraatgroepen ermee veresterd. De benaming nitrocellulose is in principe fout, omdat dit suggereert dat de structuur nitrogroepen bevat, hetgeen niet geheel juist is; de verbinding is formeel een nitraatester.

## Synthese
Cellulosenitraat wordt bereid door cellulose te behandelen met een mengsel van geconcentreerd salpeterzuur en geconcentreerd zwavelzuur (dit wordt nitreerzuur genoemd):
In plaats van zuiver salpeterzuur wordt ook weleens een nitraatzout als ammoniumnitraat of kaliumnitraat in combinatie met zwavelzuur gebruikt. Er wordt dan in situ salpeterzuur gevormd:
{\displaystyle {\ce {NH4NO3 + H2SO4 -> HNO3 + NH4HSO3}}}
Dit mengsel is iets reactiever, maar ook iets stijver waardoor goed roeren belangrijk is omdat anders een runaway kan plaatsvinden.
De algemene synthese van cellulosenitraat is vrij eenvoudig en wordt dan ook wel als proef gedaan door hobbyisten, echter is het verkrijgen van echte heel hoog genitreerde cellulose bijna niet haalbaar. Met het gebruik van rokend salpeterzuur of een nitraatzout als nitraatdonor komt men meestal niet hoger dan cellulosehexanitraat.

## Eigenschappen
Cellulosenitraat draagt door de veresteringsreactie op een groot aantal plaatsen een nitraatgroep, waardoor de stof brandbaar tot explosief is. De eigenschappen van het product hangen af van deze nitreringsgraad. Zo is bijvoorbeeld de explosieve kracht van optimaal genitreerde cellulose ongeveer viermaal groter dan die van buskruit. Optimaal genitreerde cellulose detoneert met een snelheid van 7300 m/s en brandt zeer snel, minder sterk genitreerde cellulose brandt traag. De eerste versie wordt in samenstellingen met andere middelen zoals nitroglycerine gebruikt in munitie als rookloos kruit, ook wel cordiet genaamd. De stof is gevoelig voor warmte en vuur maar niet erg voor stoot of wrijving.
Minder sterk genitreerde cellulose kan worden opgelost in een mengsel van alcohol ether en kamfer; de resulterende stroperige vloeistof wordt collodium genoemd. Na verdamping van dit oplosmiddel ontstaat celluloid, een kunststof waar vroeger onder andere tafeltennisballen en filmmateriaal van werden gemaakt. Het vindt weinig toepassing meer in verband met de extreme brandbaarheid. Daarenboven zijn celluloidfilms niet erg chemisch stabiel, zodat vele oude filmcollecties door veroudering met vernietiging worden bedreigd.
Nitrocellulose kent ook een toepassing waar het als basis dient van lakverven.